# 1112
Évszázadok: 11. század – 12. század – 13. század
Évtizedek: 1060-as évek – 1070-es évek – 1080-as évek – 1090-es évek – 1100-as évek – 1110-es évek – 1120-as évek – 1130-as évek – 1140-es évek – 1150-es évek – 1160-as évek
Évek: 1107 – 1108 – 1109 – 1110 –  1111 – 1112 – 1113 – 1114 – 1115 – 1116 – 1117

## Események
- A Badeni Őrgrófság létrejötte, II. Herman ettől kezdve őrgrófnak nevezi magát.
- november 1. – I. Alfonz Portugália grófja lesz (1139-től király). Helyette 1128-ig Kasztíliai Teréz kormányoz.

## Halálozások
- november 1. – Henrik Portugália grófja (* 1070)
- december 12. – Tankréd galileai herceg[1] (* 1072)